# Jeanne de Penthièvre
Pour les articles homonymes, voir Jeanne la Boiteuse.
Titre
Duchesse de Bretagne
30 avril 1341 – 12 avril 1365
(23 ans, 11 mois et 13 jours)
Jeanne de Penthièvre, dite la boiteuse, est née vers 1324, et morte le 10 septembre 1384. Elle est duchesse de Bretagne de 1341 à 1364. Elle porte aussi les titres de dame de Mayenne, d'Avaugour, de l'Aigle et de Châtelaudren, comtesse de Penthièvre et de Goëllo, vicomtesse de Limoges. C'est la fille de Guy de Bretagne, et de Jeanne d'Avaugour, comtesse de Goëllo.

## Biographie

### Mariage et descendance
Le projet de mariage en 1335 de Jeanne (11 ans) avec le comte de Cornouailles Jean d'Angleterre (frère puîné du roi Edouard III) n'ayant pas eu de suite, elle épousa le 4 juin 1337 Charles de Blois, neveu de Philippe VI de Valois et eut :
- Marguerite (° 1340? † après 1354), mariée en 1351 avec Charles de La Cerda († 1354), comte d'Angoulême ;
- Marie (° 1343? † 1404), comtesse de Guise, mariée en 1360 avec Louis duc d'Anjou (° 1339 † 1384), comte du Maine, comte de Provence et de Forcalquier ;
- Jean Ier de Châtillon (° 5 février 1345 † 1404), comte de Penthièvre, vicomte de Limoges ;
- Gui, né avant 1347, envoyé en otage en Angleterre, où il mourut en 1385 ;
- Henri, né après 1356, décédé en 1400 ;
- Charles, mort avant 1364.

C'est à l'occasion de son mariage que Bertrand Du Guesclin se manifesta pour la première fois.

### Duchesse de Bretagne (1341 - 1364)

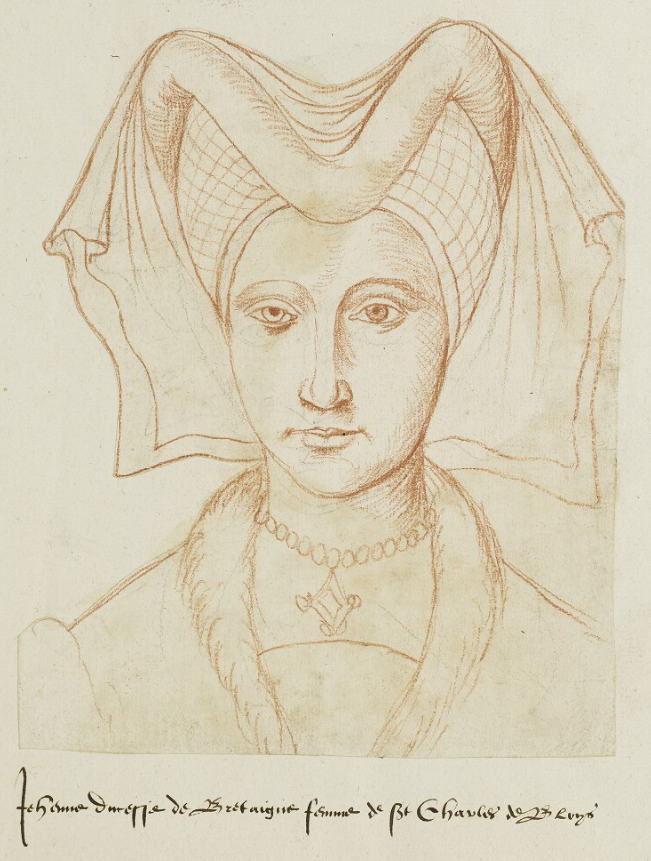
Portrait de Jeanne de Penthièvre (XVIe siècle).

À la mort sans héritiers directs du duc de Bretagne Jean III en 1341, elle fit valoir par les armes ses droits à la succession de Bretagne contre Jean de Montfort, son oncle, époux de Jeanne de Flandre, ce qui donna lieu à la guerre de Succession de Bretagne.
En 1352, elle convoque les États de Bretagne qui sont réunis pour la première fois à Dinan, pour préparer des négociations avec le roi d'Angleterre.
Aiguillonnant son mari Charles de Blois, elle refusa un compromis qui aurait mis pacifiquement fin à la guerre par un partage de la Bretagne et qui lui en aurait réservé la moitié nord. Pour trancher après de multiples péripéties, Charles de Blois attaqua à Auray et y trouva la mort en 1364.

### Défaite de la Bataille d'Auray
Après cette défaite, elle dut renoncer par le premier traité de Guérande à sa souveraineté sur la Bretagne, tout en conservant le titre ducal sa vie durant. Le 9 juillet 1369, Jeanne mit la vicomté de Limoges que du Guesclin avait affranchie de la domination anglaise sous la coupe de Charles V, qui lui en rendit l'investiture le jour même, puis le 13 janvier 1380 par lettre patente ; certains disent qu’elle récupéra la vicomté dès 1371, en fait elle n’en reçut alors que quelques terrains à Limoges, place de la Motte, à la suite de la soumission du château de Limoges à Charles V.

### Fin de vie
En 1379, alors que Jean IV avait dû repartir en exil en Angleterre, elle fut révoltée de ce que le roi de France Charles V eût voulu annexer la Bretagne au mépris de ses droits et de ceux de ses fils. Elle fut au premier rang des Bretons qui appelèrent Jean IV de son exil anglais, puis l'accueillirent à son débarquement.
Après la mort de Charles V, elle signa le 15 janvier 1381 le second traité de Guérande par lequel elle obtint une rente substantielle et la possibilité pour ses héritiers de récupérer le duché si Jean IV n’avait pas de descendance. Le problème de succession était enfin réglé.
Elle fut inhumée dans le chœur de l’église des frères Mineurs de Guingamp.